# Abadia de Sant Guilhèm dau Desèrt
La important abadia de Sant Guilhèm dau Desèrt - Sant Guilhèm dau Desèrt (occità), Saint Guilhem le Désert (francès) - és també coneguda com a abadia de Gel·lona. Està situada al municipi de Sant Guilhèm dau Desèrt, prop del riu Erau, a la seva riba dreta i arrecerada entre les muntanyes, però a tocar de la plana litoral del Llenguadoc, al departament francès de l'Erau. Va ser catalogada com a monument històric l'any 1840.

## Orígens

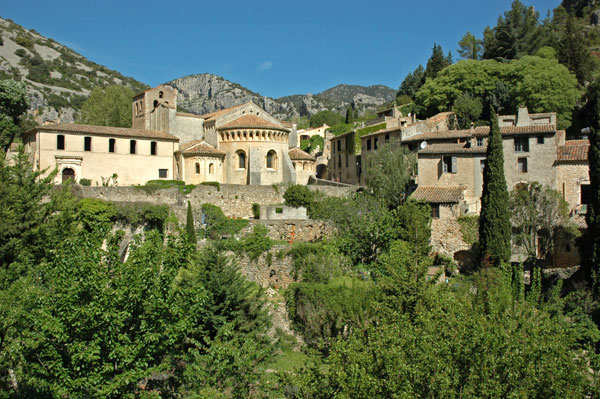
Sant Guilhèm dau Desèrt

L'origen de l'abadia de Sant Guilhèm dau Desèrt està vinculat a dos personatges: Benet d'Aniana (750?-821) i Guillem I de Tolosa (768-812). Benet va deixar la carrera militar i el servei a la cort de Carlemany el 774 i es va fer monjo, en un monestir prop de Dijon. El 777 es va retirar a Aniana (Anhana), molt a prop de Sant Guilhem, on el 782 hi fundà el monestir de Sant Salvador d'Aniana, que ara s'ha perdut.

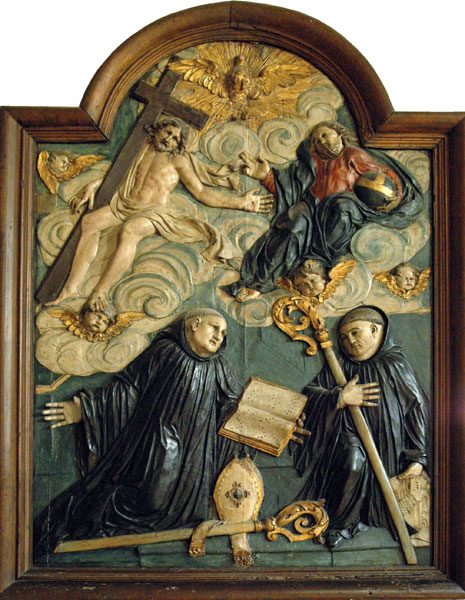
Sant Benet de Núrsia i sant Benet d'Aniana, amb el model del monestir, en un relleu a l'església

El comte Guillem I de Tolosa, seguint els consells de Benet, va fundar en el 804 dues cel·les monàstiques lligades a Sant Salvador, una a Goudargues (Gard) i la segona a Gel·lona. Guillem les va dotar adequadament: per una carta o diploma li va assignar terres a les diòcesis de Lodeva, de Magalona, d'Albi i de Rodès i per una altra carta va passar el seu establiment sota dependència del monestir d'Aniana i va establir la disciplina de Benet. Les dues cartes són datades el 15 de desembre del 34è any del regnat de Carlemany i quart del seu imperi (804). Si bé la segona carta ha estat considerada una falsificació, la primera informa prou de la fundació de l'abadia.
El 806, Guillem va seguir l'exemple del seu amic Benet i també va deixar el servei a la cort. Es va retirar a la "seva" cel·la de Gel·lona, on va morir el 812. El 28 de desembre del 807 (el 27è any del seu regnat i el 8è de l'imperi de Carlemany) Lluís el Pietós va donar un diploma a l'abadia en el que augmentava considerablement els seus béns amb terres de la diòcesi de Lodeva i de la de Besiers, i especialment en aquesta segona un domini anomenat Miliacus amb el lloc i l'església de Saint-Pargoire, i dos pobles el límits dels quals foren determinats per Gotcelm, missus dominicus del rei, amb creus gravades a les pedres. El diploma està datat a Tolosa on el rei generalment passava l'hivern.
Hom va considerar Guillem com a sant i a partir d'aquí es van teixir un seguit de llegendes al seu voltant, que van tenir molta popularitat a l'època. També hi influí el fet que aquí es conservava una preuada relíquia de la Veracreu que hom considera que va portar el mateix fundador, com a donació de Carlemany.

## Abadia independent

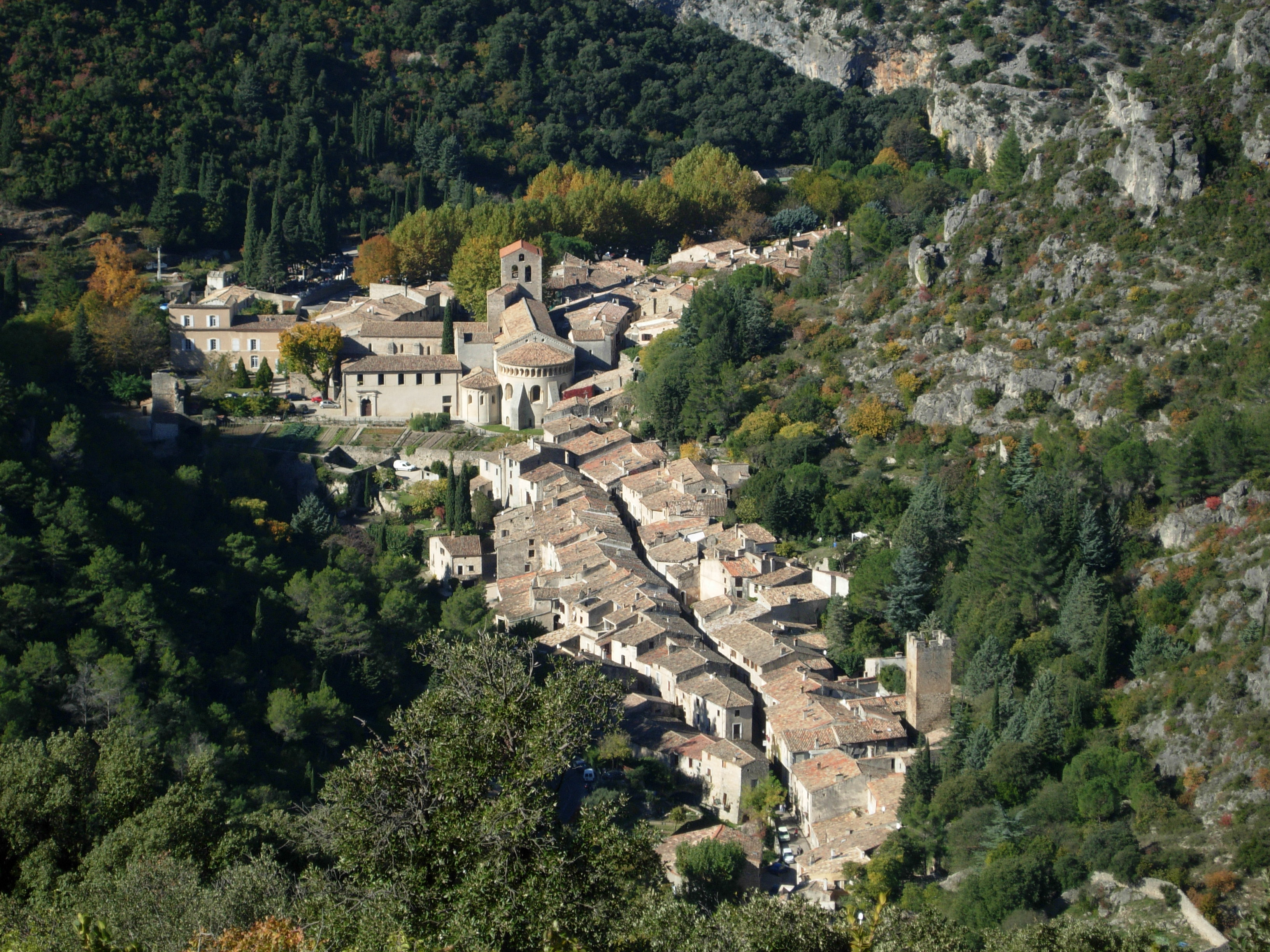
Sant Guilhèm dau Desèrt

El cenobi va créixer en popularitat i es va poder independitzar d'Aniana gràcies a les seves riqueses i rendes. El primer abat després de Guilhem fou Julifred, parent de Carlemany. A la mort de Benet d'Aniana molts monestirs van retrobar la seva independència (Benet tenia un dret d'inspecció general tot i ser governats per abats particulars). La devoció de sant Guillem seguia augmentant. Les abadies d'Aniana i Gel·lona col·laboraren en les despeses de la construcció del famós Pont del Diable, que creua l'Erau.
A causa d'un incendi que va destruir l'arxiu de l'abadia, Aniana pretengué recuperar el seu poder sobre Gel·lona i es van produir una sèrie de plets, que acabaren el 1090, amb un reconeixement de la independència per part del papa Urbà II.
El 1138 les relíquies de Sant Guillem foren traslladades de la cripta a la capella major, on es conservaren en un sarcòfag de marbre. La vitalitat del monestir continuà augmentant, com també les seves riqueses i popularitat.

## Decadència

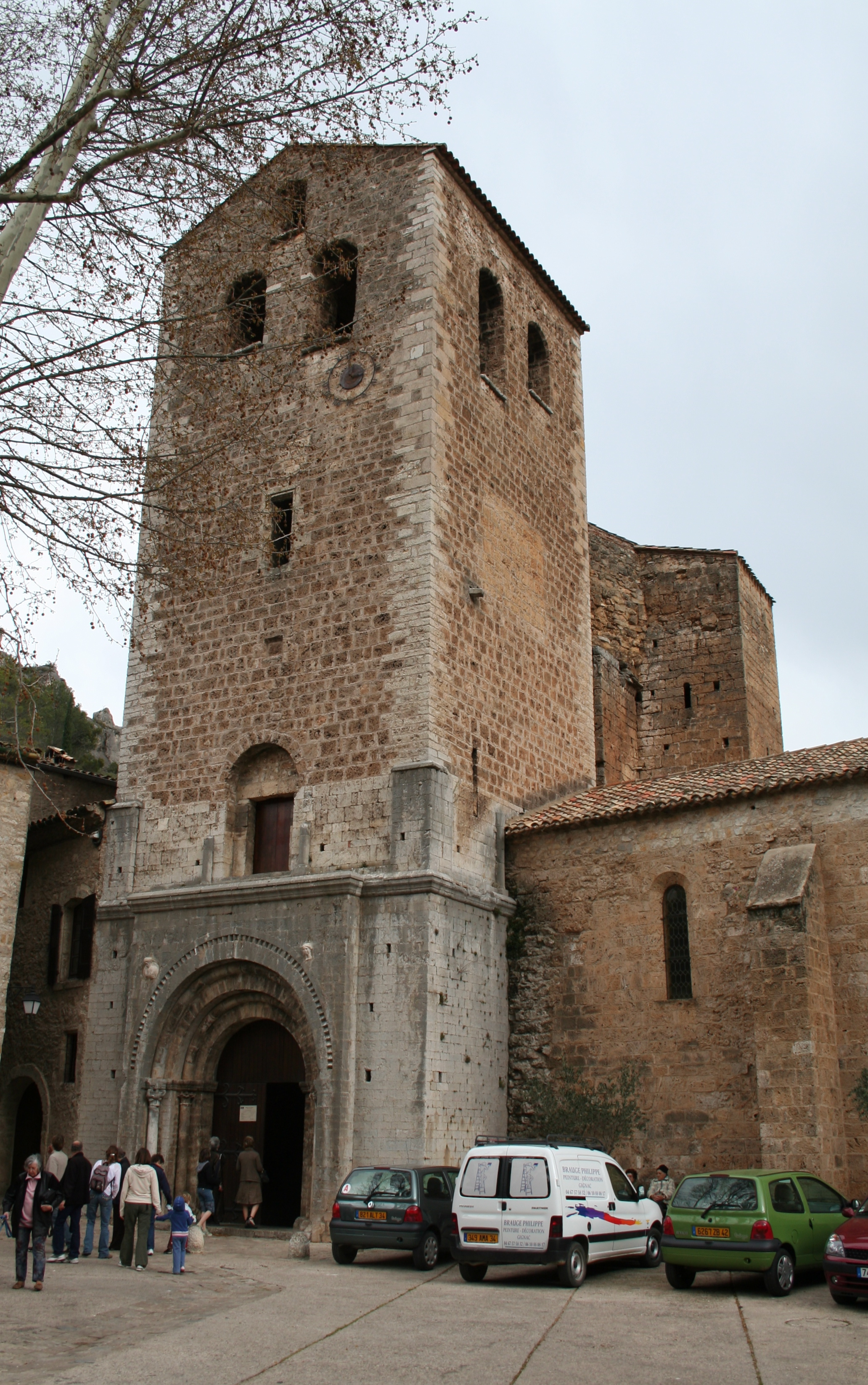
El portal de l'església, sota el campanar

A partir del 1465 va començar el govern d'abats comendataris, majoritàriament bisbes residents a Lodeva que es van aprofitar de la situació, donat que fins aquell moment l'abadia gaudia de més prestigi que el mateix bisbat, així com una independència efectiva. El resultat d'això fou que es va descuidar tant la vida religiosa com l'atenció dels edificis.
El 1569 el lloc fou saquejat pels hugonots, i es va malmetre bona part del mobiliari. Com a resultat d'això la comunitat es va veure obligada a vendre els objectes d'argent i reliquiaris per a fer front a les despeses de defensa. Però aquella situació no va acabar aquí, el 1624 consta que els edificis, claustre inclòs, eren més o menys arruïnats, excepte l'església.
En 1644 s'intentà revitalitzar el centre religiós amb l'arribada de nous monjos de la congregació de Sant Maur, que al segle xviii aixecaren unes noves dependències. Van aconseguir mantenir el cenobi viu fins a la Revolució Francesa, quan les propietats foren venudes i el darrer abat i bisbe de Lodeva va suprimir formalment l'abadia, el 1783.
Immediatizada a la Santa Seu, va exercir jurisdicció sobre les parròquies de Saint- Barthélémy i de Saint-Laurent a la vila propera de Saint-Guillem, i sobre una ermita existent al mig de les roques, datada del segle xiv.

## Els edificis

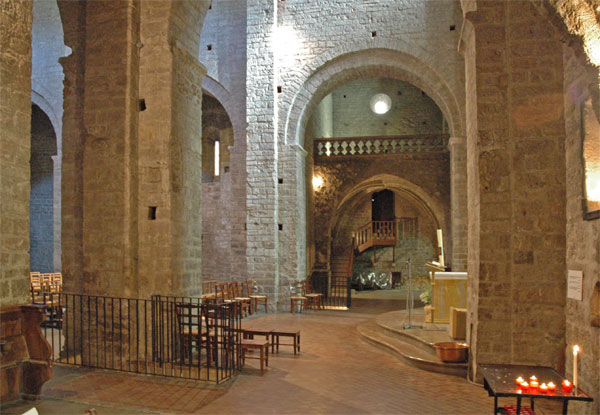
El transsepte amb la tribuna afegida

Com és habitual en aquesta mena d'edificacions, les construccions es van anar fent en el decurs de la història de l'abadia. No hi ha cap resta aparent de les primeres construccions de l'època fundacional, de començament del segle ix. Els vestigis més antics es troben a la cripta redescoberta el 1962 sota el presbiteri. Aquestes restes segurament pertanyen a una segona construcció del segle x, preromànica.
Aquell edifici es devia malmetre a causa d'un incendi i fou llavors que va començar la construcció d'un tercer edifici, bàsicament l'actual. Destaca particularment el gran absis central d'una amplada tal que ocupa interiorment l'espai de les tres naus. Aquest absis, amb contraforts exteriors, es va fer després de les naus per substituir l'anterior, preromànic. Les naus laterals, molt estretes, acaben en unes absidioles que se situaven als costat del primer absis central. Ara hi ha dos absis laterals, que s'obren al creuer. Totes aquestes construccions cal situar-les, en diferents fases, en el segle xi.

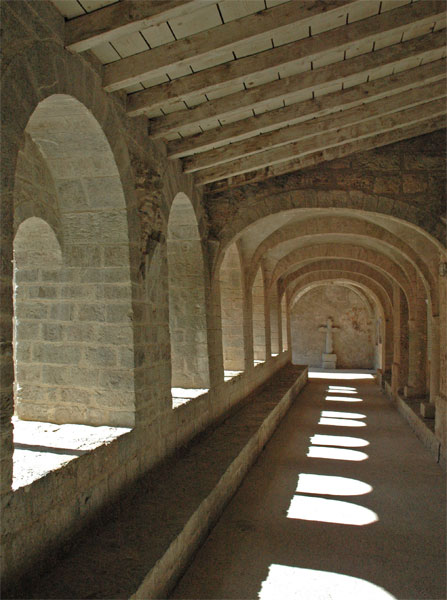
El claustre

El claustre tenia dues plantes, la inferior del segle xi i la superior del XII. En aquella època es va aixecar aquest pis per separar els monjos dels devots que acudien en massa a l'abadia. Des del pis superior els monjos podien accedir a l'església, on disposaven d'unes tribunes reservades, mentre que la part baixa era accessible pels fidels. La segona planta del claustre s'ha perdut totalment. Es conserva parcialment reconstruït a The Cloisters, de Nova York.

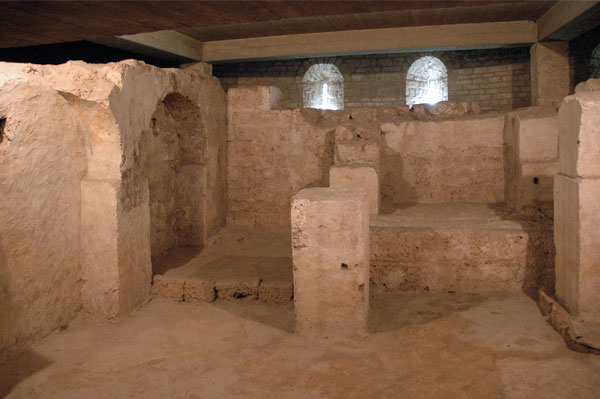
La cripta

La façana principal està presidida per una poderosa torre campanar, a la part baixa de la qual s'obre el portal de mig punt que comunica amb el nàrtex, un afegit utilitzat per acollir els pelegrins, amb una primitiva volta ogival.
Al transsepte s'hi fan afegir al segle xv unes tribunes per poder aïllar la comunitat dels visitants. L'altar major és del segle xviii.

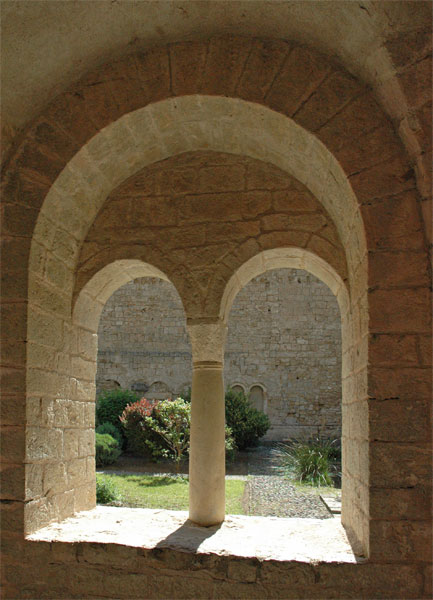
Claustre
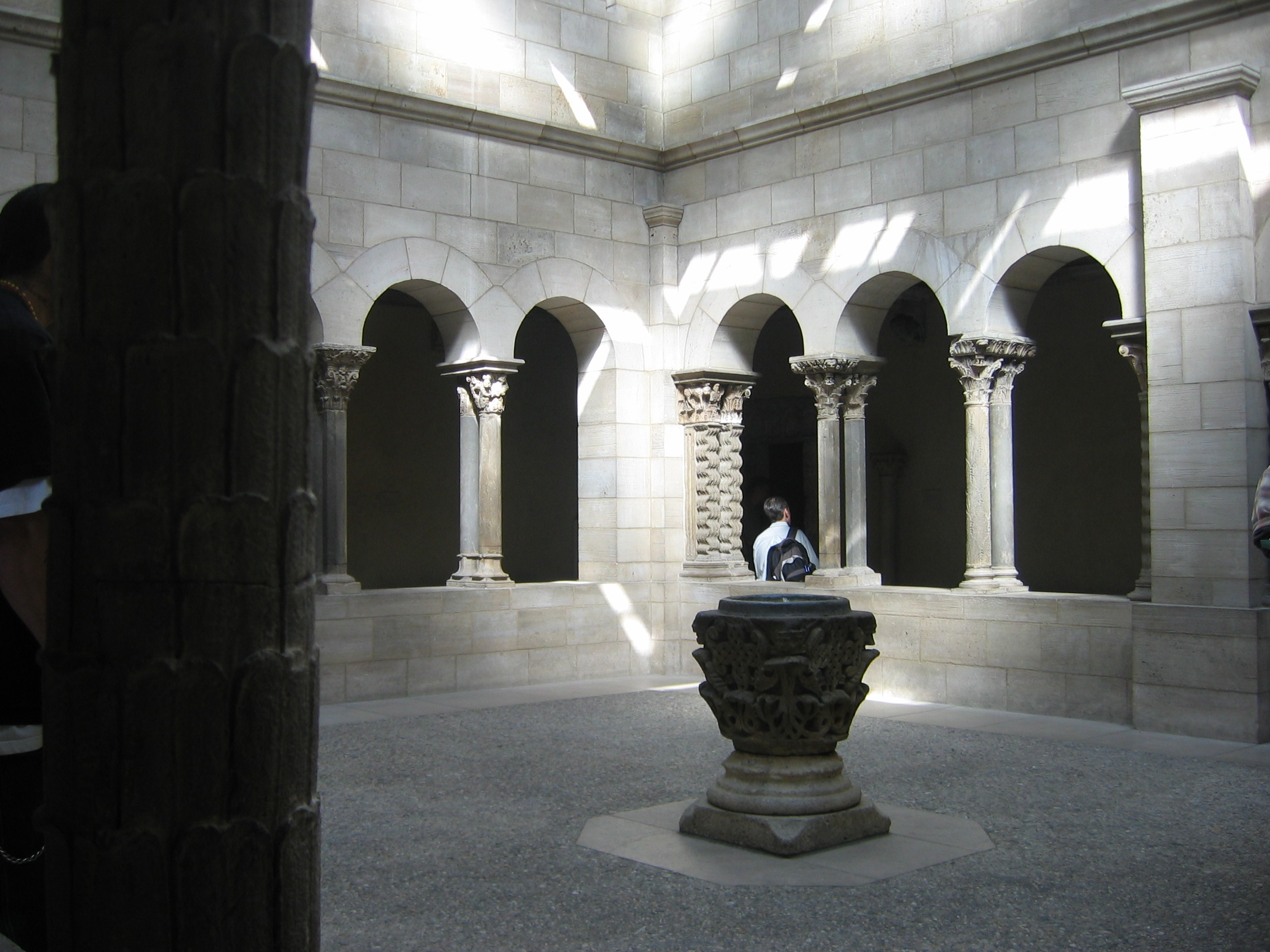
Claustre traslladat a Nova York (The Cloisters)

## Altar de Sant Guilhem

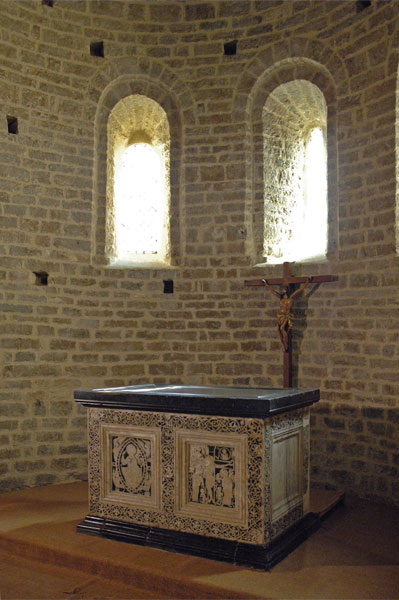
L'altar de Sant Guilhem

Es tracta d'una bella obra de marbre, del segle xii. Frontalment representa a l'esquerra un Crist en Majestat entre els Evangelistes i a la dreta una Crucifixió, envoltats d'una exquisida decoració vegetal.

## Sacramentari de Gel·lona

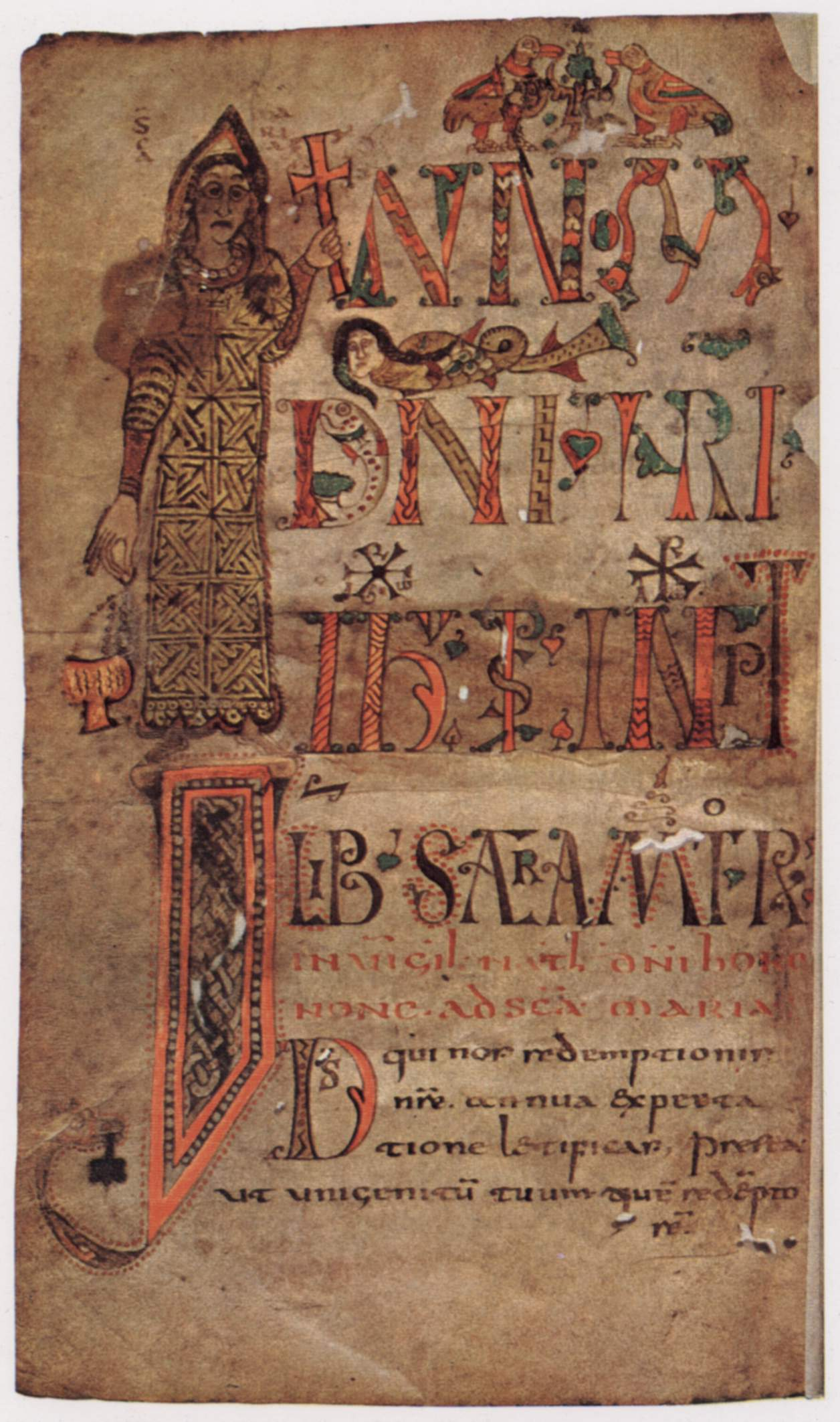
El Sacramentari de Gel·lona

D'aquesta abadia procedeix el manuscrit carolingi conegut com a Sacramentari de Gel·lona, conservat a la Biblioteca Nacional de França a París. Es tracta d'una obra de l'època de Carlemany (cap al 790).

## Pont del Diable

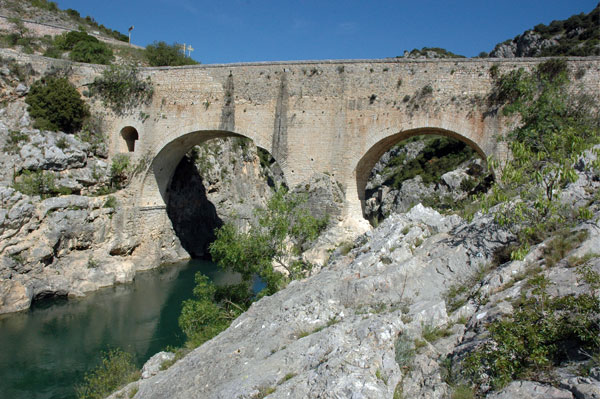
Pont del Diable, aigua avall de l'abadia

Riu avall es troba el Pont del Diable. Es tracta d'un pont datat entre el 1025 i 1030, aixecat sobre l'Erau per facilitar l'arribada dels pelegrins i la comunicació entre les abadies de Gel·lona i Aniana. La construcció fou promoguda per acord entre els dos cenobis.